# Cellaria japonica
Cellaria japonica är en mossdjursart som beskrevs av Ferdinand Canu och Ray Smith Bassler 1929. Cellaria japonica ingår i släktet Cellaria och familjen Cellariidae. Inga underarter finns listade i Catalogue of Life.